# Rödhalsad rall
Rödhalsad rall (Aramides axillaris) är en fågel i familjen rallar inom ordningen tran- och rallfåglar. Den förekommer framför allt i mangroveträsk, från Mexiko söderut till Peru och Surinam i Sydamerika.

## Utseende
Rödhalsad rall är en hönsliknande fågel något mindre än en rörhöna. Den är bjärt roströd på hals och bröst, och svart på flanker och undre stjärttäckare. Näbben är lång och gulaktig, benen skära, dock ofta nersmutsade av lera.

## Utbredning och systematik
Fågeln förekommer från kustnära nordvästra Mexiko till nordvästligaste Peru, Surinam och Trinidad. I juli 2013 upphöll sig en individ i naturreservatet Bosque del Apache i amerikanska delstaten New Mexico. Den behandlas som monotypisk, det vill säga att den inte delas in i några underarter.

## Levnadssätt
Rödhalsad rall hittas i mangroveträsk, mer sällan i sötvattensvåtmarker. Den ses vanligen promenera bland mangroveträdens rötter, ibland mer ut på öppna lerslätter.

## Status och hot
Arten har ett stort utbredningsområde med oklar populationsutveckling. IUCN kategoriserar arten som livskraftig.

## Namn
Arten har på svenska tidigare kallats rödhalsad skogsrall.